# Michel Guibé
Pour les articles homonymes, voir Guibé.
Michel Guibé (?-1502) est un évêque breton de l'Église catholique.

## Biographie
Michel Guibé est le 2e fils d'Adenet Guibet et d'Olive Landais, il est le frère aîné du cardinal Robert Guibé qui lui succèdera comme évêque de Rennes ; de Jean Guibé, capitaine de Fougère, de Jacques Guibé, capitaine de Rennes et Vice amiral de Bretagne et de Guillemette épouse de Guillaume Hamon. C'est également le neveu de Pierre Landais, trésorier et receveur général de Bretagne sous le duc François II.
Michel Guibé est nommé évêque de Léon (1477-1478), siège laissé disponible par la mort de Vincent de Kerleau à la suite d'une transaction menée par son oncle Pierre Landais avec la curie romaine et le pape Sixte IV contre l'acceptation avec dispense d'âge de Christophe de Penmarc'h comme successeur de son oncle le cardinal Alain IV de Coëtivy à l'évêché de Dol. À la suite de la nomination de Pierre de Laval comme archevêque de Reims, Pierre Landais obtient du pape que Christophe de Penmarc'h qui n'avait pas encore possession de son siège soit finalement transféré à Saint-Brieuc et que Michel Guibé devienne évêque de Dol (1478-29 mars 1482), et enfin évêque de Rennes (1482 - 1502). C'est lui qui couronne Anne de Bretagne duchesse, le 10 février 1489 en la cathédrale de Rennes et qui la marie le 19 décembre 1490 avec Maximilien, roi des Romains.

## Armes
D'argent à trois jumelles de gueules accompagné de six coquilles d'azur, trois, deux, une, au chef d'or.

## Biographie
- André Chédeville, Missel pontifical de Michel Guibé : XVe siècle : Cérémonial du couronnement des ducs de Bretagne, Rennes/Rennes, Ouest-France, 2001, 109 p. (ISBN 2-7373-2827-6, lire en ligne)